# Schirrhoffen
Schirrhoffen [ʃiʁofən] est une commune française située dans la circonscription administrative du Bas-Rhin et, depuis le 1er janvier 2021, dans le territoire de la Collectivité européenne d'Alsace, en région Grand Est.
Cette commune se trouve dans la région historique et culturelle d'Alsace.

## Géographie

### Communes limitrophes
| Haguenau | Haguenau    | Haguenau |
| Haguenau | Schirhoffen | Haguenau |
|          | Schirrhein  |          |

### Hydrographie

#### Réseau hydrographique
La commune est dans le bassin versant du Rhin au sein du bassin Rhin-Meuse. Elle est drainée par le ruisseau le Fallgraben et le ruisseau l'Eisenbaechel,.
Le Fallgraben, d'une longueur de 14 km, prend sa source dans la commune de Oberhoffen-sur-Moder et se jette  dans l'Eberbach à Soufflenheim, après avoir traversé cinq communes. 

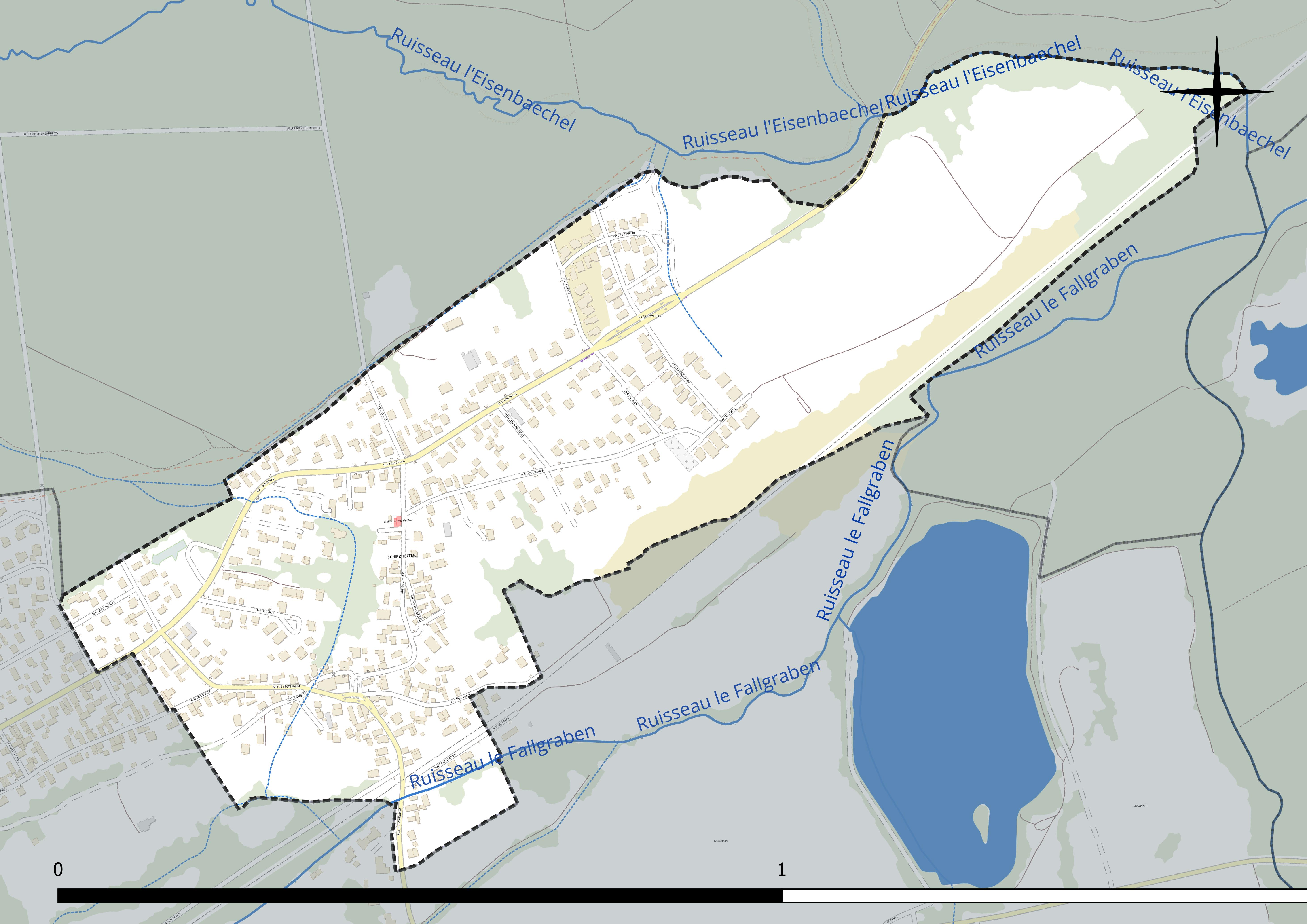
Réseau hydrographique de Schirrhoffen.

#### Gestion et qualité des eaux
Le territoire communal est couvert par le schéma d'aménagement et de gestion des eaux (SAGE) « Ill Nappe Rhin ». Ce document de planification concerne la nappe phréatique rhénane, les cours d'eau de la plaine d'Alsace et du piémont oriental du Sundgau, les canaux situés entre l'Ill et le Rhin et les zones humides de la plaine d'Alsace. Le périmètre s’étend sur 3 596 km2. Il a été approuvé le 17 janvier 2005. La structure porteuse de l'élaboration et de la mise en œuvre est la région Grand Est. 
La qualité des cours d’eau peut être consultée sur un site dédié géré par les agences de l’eau et l’Agence française pour la biodiversité. 

### Climat
Pour des articles plus généraux, voir Climat du Grand Est et Climat du Bas-Rhin.
En 2010, le climat de la commune est de type climat des marges montargnardes, selon une étude du Centre national de la recherche scientifique s'appuyant sur une série de données couvrant la période 1971-2000. En 2020, Météo-France publie une typologie des climats de la France métropolitaine dans laquelle la commune est exposée à un climat semi-continental et est dans la région climatique  Alsace, caractérisée par une pluviométrie faible, particulièrement en automne et en hiver, un été chaud et bien ensoleillé, une humidité de l’air basse au printemps et en été, des vents faibles et des brouillards fréquents en automne (25 à 30 jours). 
Pour la période 1971-2000, la température annuelle moyenne est de 10,8 °C, avec une amplitude thermique annuelle de 17,8 °C. Le cumul annuel moyen de précipitations est de 832 mm, avec 10,6 jours de précipitations en janvier et 10 jours en juillet. Pour la période 1991-2020, la température moyenne annuelle observée sur la station météorologique de Météo-France la plus proche, « Preuschdorf », sur la commune de Preuschdorf à 18 km à vol d'oiseau, est de 11,3 °C et le cumul annuel moyen de précipitations est de 834,2 mm. 
La température maximale relevée sur cette station est de 39,8 °C, atteinte le 4 juillet 2015 ; la température minimale est de −19,9 °C, atteinte le 8 janvier 1985,,. 
Les paramètres climatiques de la commune ont été estimés pour le milieu du siècle (2041-2070) selon différents scénarios d'émission de gaz à effet de serre à partir des nouvelles projections climatiques de référence DRIAS-2020. Ils sont consultables sur un site dédié publié par Météo-France en novembre 2022.

## Urbanisme

### Typologie
Au 1er janvier 2024, Schirrhoffen est catégorisée bourg rural, selon la nouvelle grille communale de densité à sept niveaux définie par l'Insee en 2022.
Elle appartient à l'unité urbaine de Schirrhein, une agglomération intra-départementale regroupant deux  communes, dont elle est une commune de la banlieue,,. Par ailleurs la commune fait partie de l'aire d'attraction de Haguenau, dont elle est une commune de la couronne,. Cette aire, qui regroupe 34 communes, est catégorisée dans les aires de 50 000 à moins de 200 000 habitants,.

### Occupation des sols
L'occupation des sols de la commune, telle qu'elle ressort de la base de données européenne d’occupation biophysique des sols Corine Land Cover (CLC), est marquée par l'importance des territoires artificialisés (50,8 % en 2018), en augmentation par rapport à 1990 (45,3 %). La répartition détaillée en 2018 est la suivante : zones urbanisées (50,8 %), zones agricoles hétérogènes (34,4 %), forêts (13 %), terres arables (1,9 %). L'évolution de l’occupation des sols de la commune et de ses infrastructures peut être observée sur les différentes représentations cartographiques du territoire : la carte de Cassini (XVIIIe siècle), la carte d'état-major (1820-1866) et les cartes ou photos aériennes de l'IGN pour la période actuelle (1950 à aujourd'hui).

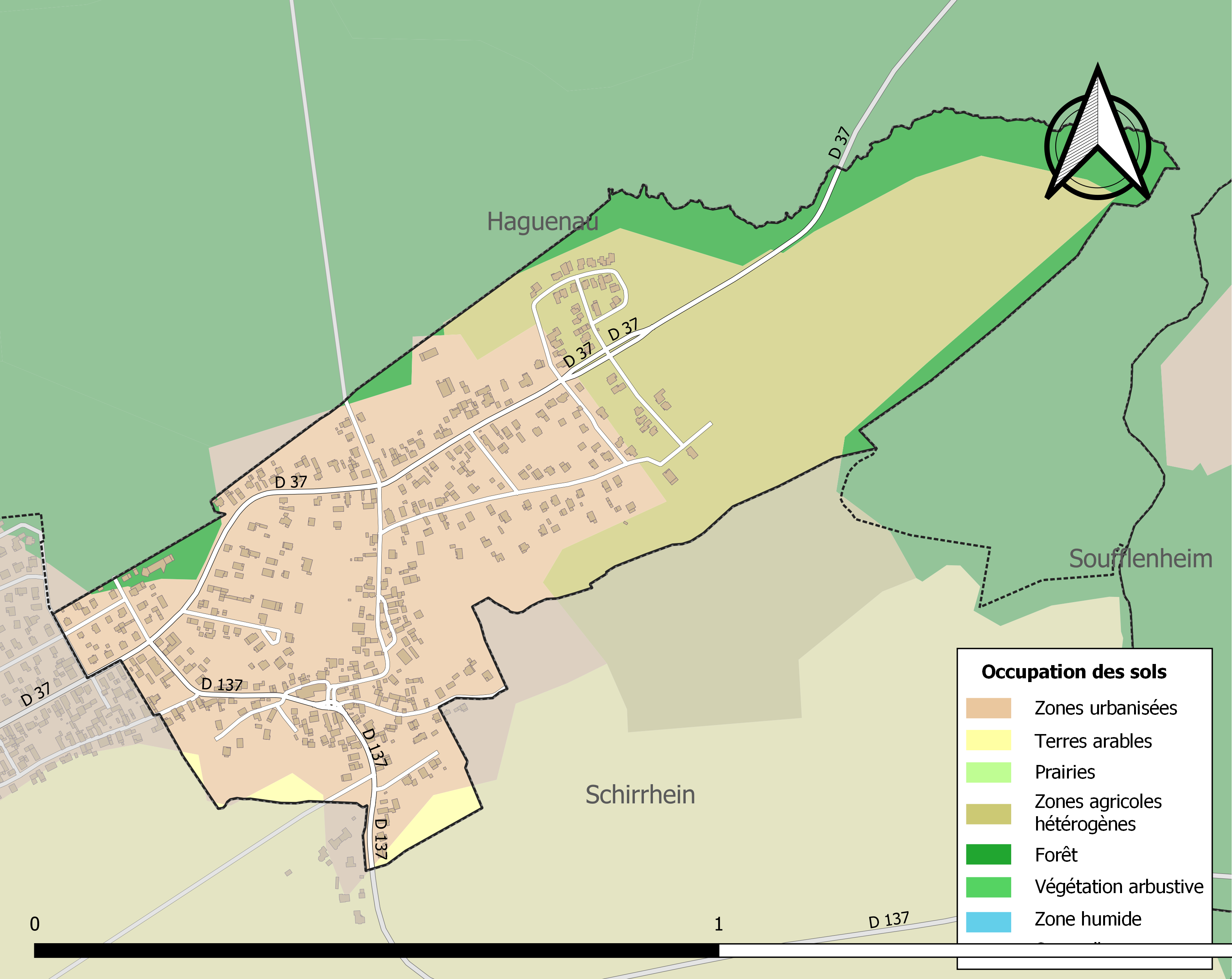
Carte des infrastructures et de l'occupation des sols de la commune en 2018 (CLC).

## Histoire
Schirrhoffen est mentionnée pour la première fois de manière claire en 1347 sous le nom de Schürhof. C'était une propriété féodale qui faisait partie des biens dont jouissaient les Dotzler, c'est-à-dire les bouffons du palais impérial de Haguenau. Cette propriété comprenait un château, une ferme, un étang, des jardins, des prés et une petite chapelle dont le patron était saint Jacques. L'orthographe actuelle de Schirrhoffen daterait du temps de la Révolution française. Le nom « Schirrhoffen » a une double racine : 
1) Schüre ou Schir et Hof. Schüre ou Schir, en allemand moderne schier, skiari en vieux haut allemand, "schier" en moyen haut allemand signifie presque, près de;
2) Hof , en allemand moderne Aue,  "ouwia, ouwa" en vieux haut allemand, "ouwe" en moyen haut allemand désigne une zone inondable, une île, un îlot, un banc de sable ou encore un pré, une prairie fertile située près d'un cours d'eau. 
Schirrhoffen signifie donc « près des zones inondables, des îles, îlots, bancs de sable... ou encore des prés, des prairies fertiles situées près d'un cours d'eau ».
Schirrhein signifie donc « près du Rhin, à proximité du Rhin ». 
Ried, en allemand moderne, "(h)riot" en vieux haut allemand, "riet" en moyen haut allemand désigne une zone défrichée ou une zone marécageuse, un pré inondable, une zone humide très boisée.
"Schürrieth ou Schirrieth" signifie donc à proximité ou près d'une zone défrichée ou d'une zone marécageuse, d'un pré inondable, d'une zone humide très boisée.
Oberhoffen (Oberhoffen-sur-Moder) signifie donc « partie haute d'une zone inondable, d'une île, d'un îlot, d'un banc de sable... ou encore des prés, des prairies fertiles situées près d'un cours d'eau (la Moder) ».

### La seigneurie de Schirrhoffen
Le domaine du Schürhof, appelé aujourd'hui Schirrhoffen, relevait en 1347 directement de la cour impériale de Haguenau et faisait partie des biens des Dotzler. Ces Dotzler occupaient une partie de l'aile Ouest du château impérial de Haguenau. Les Hohenstaufen leur avaient attribué une partie du Schürrieth où, sur la terrasse qui borde ce dernier, ils avaient construit un château de chasse. C'est à cette époque que le Schürhof fut détaché du Schürrieth (qui deviendra Schirrhein).
En 1391, le domaine du Schürhof, ses terres et 500 fauchées de prés, fut attribué à Claus Rosenbaum. La famille Rosenbaum était une famille patricienne de Haguenau. Claus Rosenbaum mourut sans laisser d'enfants. Le fief passa alors à sa sœur Catherine, épouse de Billung zu der Mägde, et ensuite à ses descendants, les Eschenau. En 1429, Wendling von Eschenau fut investi du domaine par une patente impériale. Après la mort du dernier des Eschenau, en 1561, le domaine du Schürhof fut attribué aux deux secrétaires de la chancellerie, Wolgang Haller et Georges Knod, chacun pour moitié. À partir de 1593, les Niedheimer prirent possession du Schürhof. Ils allaient jouer un rôle important dans l'histoire de Schirrhoffen et de Schirrhein. Grâce à leurs relations et interventions, les deux communes échappèrent à une destruction quasi certaine pendant la guerre de Trente Ans. Les maîtres successifs du Schürhof furent Jean-Jacques Niedheimer de 1593 à 1609, Jean-Philippe Niedheimer de 1609 à 1659, Jean-Nicolas Niedheimer de 1659 à 1687, Jean-Christophe Niedheimer de 1687 à 1693, et Jean-Frédéric Niedheimer de 1693 à 1750. Avec lui s'éteignit la lignée des Niedheimer.
C'est François-Antoine-Ferdinand Warstatt qui fut investi de la seigneurie du Schürhof. Il s'occupa de son domaine jusqu'à la Révolution française. Au début de la Révolution, il était le commandant de la garde nationale de Schirrhoffen. En 1793, lorsque les Autrichiens battirent en retraite, il quitta le pays et se retira à Bühl dans le Pays de Bade. Ses biens furent confisqués et vendus aux enchères.

### La communauté juive de Schirrhoffen
Au XIXe siècle, Schirrhoffen abritait l'une des plus importantes communautés juives rurales du Bas-Rhin. Chose rare et en même temps unique en Alsace, les juifs étaient largement majoritaires dans le village. En 1841, 71 % de la population de Schirrhoffen était juive. Mais à la suite de l'émigration des juifs, seuls 38 juifs vivent encore à Schirrhoffen en 1936. Les trois quarts d'entre eux disparaissent dans les camps de la mort nazis et seules deux personnes reviennent vivre à Schirrhoffen après la guerre. Cette communauté a donc aujourd'hui complètement disparu. Les seuls témoins de l'existence de cette communauté sont l'école et le cimetière.

#### La synagogue
En 1817, la communauté juive de Schirrhoffen obtint l'autorisation de construire une synagogue. Cette synagogue fut inaugurée le samedi précédant le nouvel an juif en 1818, sous la protection de l'armée dépêchée pour éviter les troubles antijuifs. La synagogue fut bombardée et incendiée lors des combats de la libération en 1945. Il ne restait plus que des murs calcinés et il n'était plus question de la reconstruire.

#### L'école juive
Dès la fin du XVIIIe siècle, une école juive fonctionna à Schirrhoffen. C'était une école privée. En 1844, la communauté israélite fit construire une école. Schirrhoffen fut administrée dès 1844 par une majorité d'élus juifs vu leur forte implantation dans la commune. Pendant plus d'un demi-siècle, la municipalité fut dirigée par des maires juifs : 1844 à 1864 par Raphaël Lévy, 1865 à 1871 par Léon Weill, 1872 à 1881 par Abraham Weill, 1882 à 1905 par Simon Heymann, 1905 à 1907 par Salomon Kahn.

#### Le cimetière juif
Le 21 octobre 1881 fut érigé un cimetière juif à Schirrhoffen. Ce cimetière existe encore de nos jours, bien qu'il ne réside plus de juifs à Schirrhoffen.

### Schirrhoffen aujourd'hui
Au centre du village, sur une butte de la terrasse qui borde le Ried, s'élève l'ancien château, autour duquel le village s'est développé.
Schirrhoffen a été sinistrée à 49 % à la fin de la Seconde Guerre mondiale.

## Population et société

### Démographie
L'évolution du nombre d'habitants est connue à travers les recensements de la population effectués dans la commune depuis 1793. Pour les communes de moins de 10 000 habitants, une enquête de recensement portant sur toute la population est réalisée tous les cinq ans, les populations de référence des années intermédiaires étant quant à elles estimées par interpolation ou extrapolation. Pour la commune, le premier recensement exhaustif entrant dans le cadre du nouveau dispositif a été réalisé en 2008.

En 2022, la commune comptait 800 habitants, en évolution de +14,29 % par rapport à 2016 (Bas-Rhin : +3,17 %, France hors Mayotte : +2,11 %).
| 1793 | 1800 | 1806 | 1821 | 1831 | 1836 | 1841 | 1846 | 1851 |
| ---- | ---- | ---- | ---- | ---- | ---- | ---- | ---- | ---- |
| 401  | 431  | 498  | 665  | 634  | 664  | 645  | 696  | 611  |

| 1856 | 1861 | 1866 | 1871 | 1875 | 1880 | 1885 | 1890 | 1895 |
| ---- | ---- | ---- | ---- | ---- | ---- | ---- | ---- | ---- |
| 520  | 568  | 628  | 589  | 551  | 533  | 517  | 493  | 489  |

| 1900 | 1905 | 1910 | 1921 | 1926 | 1931 | 1936 | 1946 | 1954 |
| ---- | ---- | ---- | ---- | ---- | ---- | ---- | ---- | ---- |
| 463  | 435  | 414  | 398  | 428  | 456  | 504  | 472  | 508  |

| 1962 | 1968 | 1975 | 1982 | 1990 | 1999 | 2006 | 2008 | 2013 |
| ---- | ---- | ---- | ---- | ---- | ---- | ---- | ---- | ---- |
| 557  | 522  | 513  | 508  | 516  | 630  | 683  | 698  | 703  |

| 2018 | 2022 | - | - | - | - | - | - | - |
| ---- | ---- | - | - | - | - | - | - | - |
| 687  | 800  | - | - | - | - | - | - | - |

### Culture
- une bibliothèque intercommunale créée en 1994 proposant 10 000 livres environ et bénéficiant de services de la Bibliothèque départementale du Bas-Rhin[22] ;

## Culture locale et patrimoine

### Lieux et monuments
- Le châtelet (XVIIe siècle) : ancienne résidence des seigneurs de Niedheimer-Wasenbourg.
- La commune a la particularité de ne pas avoir d'église.
- Cimetière juif (1881) : le cimetière israélite reste un témoin de l'histoire de l'une des plus importantes communautés juives rurales du Nord de l'Alsace.
- Nombreuses fermes et maisons à colombages.

### Personnalités liées à la commune
- Alexandre Weil (° 1811 – † 1899) : écrivain et journaliste installé à Paris en 1837 et ayant côtoyé Henri Heine, Gérard de Nerval et Victor Hugo.
- Raphaël Levy (Maire de Schirrhoffen de 1844 à 1864) eut 4 enfants dont Achille, arrière-grand-père de Brice Lalonde ancien ministre de l'Environnement, ainsi que Léopold, arrière-grand-père d'André Maurois écrivain, académicien.
- Jean-Frédéric Neurohr né à Schirrhoffen le 13 mars 1903 : capitaine, faisait partie de la délégation française du général Ernest Petit qui réceptionna les 1 500 Alsaciens-Mosellans du camp de Tambov, échangés le 7 juillet 1944 contre 1 500 prisonniers russes. Décédé à Paris (13e) le 13 janvier 1972 et inhumé au cimetière de Drusenheim.
- Jacques-Henri Dreyfuss, né en 1844 et décédé à Paris en 1933. Sorti du séminaire israélite de Paris en 1868, il devient rabbin à Sedan. Il succède à Zadoc Kahn en 1891 au grand rabbinat de Paris, poste qu’il occupe jusqu’à sa mort survenue en 1933. Il a publié plusieurs séries de sermons (réf. Consistoire Central, Union des communautés juives de France).

### Héraldique
| Blason de Schirrhoffen | Blason  | Échiqueté d'or et d'azur au chevron de gueules brochant sur le touts. |
| Blason de Schirrhoffen | Détails |                                                                       |